# ハリー・ストラウス
ハリー・ストラウス（Harry "Pittsburgh Phil" Strauss、1909年7月28日 - 1941年6月12日）はユダヤ系アメリカ人の殺し屋。マーダー・インクのメンバーで、契約殺人を多数行った。通称"ピッツバーグ・フィル""ペップ"など。

## 来歴
ブルックリン区生まれ。ブラウンズヴィル界隈でエイブ・レルズのギャング団に参加し、違法賭博のスロットマシーンの縄張りを巡って宿敵シャピロ兄弟と抗争した。1931年7月19日、長男のメイヤー・シャピロを、レルズらと共に走行中の車から銃撃したが逃げられ、偶然通りかかった警察に追いかけられた。
同年9月17日メイヤー・シャピロが銃殺体で発見された時、レルズ、マーティン・ゴールドスタインと共に容疑者として留め置かれたが、証拠不十分で放免された。その後、弟二人も殺害してシャピロ兄弟との抗争に勝利した後のレルズ一味は、ラッキー・ルチアーノら犯罪シンジケートの契約殺人組織（マーダー・インク）に編入され、ストラウスも殺し屋として雇われた。ルイス・バカルター、アルバート・アナスタシアの両頭領の下で、暗殺業務を精力的にこなした。1934年までに17回、殺人や暴行、窃盗で逮捕されたが一回も有罪にならなかった。
武器は銃やアイスピック、ロープなどを万遍なく使ったが、どの武器を使うかはあらかじめ決めずにターゲットを尾行しながらその状況に最適な武器を選ぶというやり方だった。殺害した人数は100人を下らないとされる（一説に500人）。地元の警察や地元ギャングに顔を知られていないことが強みになり、全米各地に飛んで暗殺業務に従事した。1936年、ユダヤ系の高利貸しのルイス・アンバーグ殺しで逮捕されたが、無罪となった。1937年のデトロイトでのパープル・ギャングの処刑では、デトロイトの混雑したレストランにピストルを発砲しながら飛び込み、ターゲットを殺したといわれる。窃盗や麻薬売買にも手を染めた。1939年9月、レルズやマーティン・ゴールドスタインと共に、賭博師のアーヴィング・フェインスタインをアイスピックとロープで殺し、遺体を燃やした。
1940年2月のエイブ・レルズの自白によって、多くのメンバーが芋づる式に検挙され、ストラウスもフェインスタイン殺害容疑で告発された。裁判では、ブルックリンだけで28件の殺害に関わったと報じられた。風呂に入らず、髭を生やしたまま出廷し、弁護士のブリーフケースにキスし続けるなど精神錯乱を演じて有罪を免れようとしたが、陪審には効果がなく、理髪屋で髭を剃らされた。
1940年9月19日、フェインスタイン殺しによりマーティン・ゴールドスタインと共に第1級殺人罪で死刑を宣告された。レルズの密告に怒り狂い、5分間だけレルズと同じ部屋で会うことを条件に密告者に転じるオファーをしたが、検察に却下された。1941年6月12日、ゴールドスタインと共に電気椅子で処刑された。
レルズとは犬猿の仲で、よく喧嘩していたといわれる。財産は裁判費用とレルズへの復讐に消費されたと伝えられ、処刑された時一文無しに近かった。

## エピソード
- ある時フロリダで、暗殺ターゲットの男を尾行した。殺すタイミングをうかがい、男が映画館に入ったのでついて行った。壁に掛かっている火災用の斧で殺して観客に紛れて逃げることを思いつき実行に移そうとしたが、男は席に着いたと思ったらすぐに席を移動し、これをずっと続けたため、うんざりして殺すのを止めたという。これが唯一の暗殺失敗例とされる[7]。
- ハンサムで高価なスーツを着こなし、1929年の大恐慌の時でも60ドルのスーツを着ていた[7]。地元ブラウンズヴィルの女性を虜にしただけでなくハリウッド女優ジーン・ハーロウとも浮名を流したという[7]。